# Маклаково (Хвойнинский район)
Маклаково — деревня в Хвойнинском муниципальном районе Новгородской области, относится к Боровскому сельскому поселению.
В деревне на 1 января 2009 года было 3 хозяйства и постоянно проживали 3 человека. Площадь земель деревни — 10,66 га.
Маклаково находится на высоте 158 м над уровнем моря, у реки Глуховка. Маклаково соединено дорогой с деревней Заделье, находящейся в 6 км к западу.

## Население
| 2009 | 2010 | 2012 | 2013 |
| ---- | ---- | ---- | ---- |
| 3    | ↘0   | ↗1   | →1   |

## История
В 1785 году в деревне было 3 двора, проживали 4 мужчины и 4 женщины, Василия Алексеева Петра Григорьева детей Копыловых Семена девицы Варвары Филиповых детей Мавриных Николая Иванова сына Мордвинова, в 1910 году в деревне уже в 29 дворах было 56 жилых построек, проживали 142 жителя: 70 мужчин и 72 женщины, был хлебо-запасный магазин.
К 1924 году Маклаково было в составе Задельского сельсовета в Миголощской волости. 3 апреля 1924 постановлением ВЦИК Миголощская волость была присоединена к Кончанской волости Боровичского уезда, 1 августа 1927 года постановлением ВЦИК Боровичский уезд вошёл в состав новообразованного Боровичского округа Ленинградской области, Задельский сельсовет вошёл в состав новообразованного Кончанского района этого округа. Постановлением ЦИК и СНК СССР от 23 июля 1930 года Боровичский округ был упразднён, район стал подчинён Леноблисполкому. Постановлением Президиума ВЦИК от 1 января 1932 года Кончанский район был упразднён, а Задельский сельсовет вошёл в состав Мошенского района. По постановлению Президиума ВЦИК от 20 февраля 1937 года из Мошенского района в Хвойнинский район был передан Задельский сельсовет. В конце 1930-х в Маклаково существовал колхоз «Красное Маклаково». Население Маклакова в 1940 году — 169 человек. Указом Президиума Верховного Совета СССР от 5 июля 1944 года Хвойнинский район вошёл во вновь образованную Новгородскую область.
На основании решения Хвойнинского райисполкома в 1950 году в колхоз «Комсомолец», с центральной усадьбой в Заделье, были объединены все колхозы Задельского сельсовета, председателем правления колхоза был избран председатель Задельского сельсовета — Николаев Андрей Николаевич. 8 июня 1954 года решением Новгородского облисполкома № 359 Задельский сельсовет был присоединён к Боровскому сельсовету, но 18 сентября 1958 года решением Новгородского облисполкома № 596 был вновь образован Задельский сельсовет в составе населённых пунктов Заделье (центр сельсовета), Лезгино, Маклаково и Шилово, выделенных из Боровского сельсовета. Во время неудавшейся всесоюзной реформы по делению на сельские и промышленные районы и парторганизации, в соответствии с решениями ноябрьского (1962 года) пленума ЦК КПСС «о перестройке партийного руководства народным хозяйством», с 10 декабря 1962 года Решением Новгородского облисполкома № 764, Хвойнинский район был упразднён, Маклаково и Задельский сельсовет вошли в крупный Пестовский сельский район, а 1 февраля 1963 года Президиум Верховного Совета РСФСР своим Указом утвердил Решение Новгородского облисполкома. В 1963 году колхоз Задельского сельсовета «Комсомолец» решением общего собрания колхозников, утверждённого решением райисполкома, переименовали в колхоз «Ударник». Пленум ЦК КПСС, состоявшийся 16 ноября 1964 года, восстановил прежний принцип партийного руководства народным хозяйством, после чего Указом Верховного Совета РСФСР от 12 января 1965 года и сельсовет и деревня во вновь восстановленном Хвойнинском районе. 15 февраля 1966 года к колхозу Боровского сельсовета имени Денисова A.M., с центральной усадьбой в деревне Боровское, был присоединён колхоз «Ударник» Задельского сельсовета. 9 марта 1971 года решением Новгородского облисполкома № 108 Задельский сельсовет был упразднён, а Заделье, Лезгино, Маклаково и Шилово вошли в состав Боровского сельсовета.
28 августа 1974 года решением Хвойнинского райисполкома № 89 года колхоз имени Денисова A.M. был реорганизован в совхоз имени Денисова A.M. директором стал председатель прежнего колхоза Григорьев Пётр Константинович. 21 декабря 1992 года совхоз имени Денисова реорганизован в ТОО имени Денисова, а 29 декабря 1999 года ТОО реорганизовано в сельскохозяйственный кооператив (СК) имени Денисова.
С принятием закона от 6 июля 1991 года «О местном самоуправлении в РСФСР» была образована Администрация Боровского сельсовета (Боровская сельская администрация), затем Указом Президента РФ № 1617 от 9 октября 1993 года «О реформе представительных органов власти и органов местного самоуправления в Российской Федерации» деятельность Боровского сельского Совета была досрочно прекращена, а его полномочия переданы Администрации Боровского сельсовета. По результатам муниципальной реформы, с 2005 года деревня Маклаково входит в состав муниципального образования — Боровское сельское поселение Хвойнинского муниципального района (местное самоуправление), по административно-территориальному устройству подчинена администрации Боровского сельского поселения Хвойнинского района.

## Люди, связанные с деревней
- Уроженец деревни Зихново, Герой Советского Союза — Алексей Макарович Денисов, работал директором и учителем Маклаковской начальной школы, до призыва в 1940 году в ряды Красной Армии[13].